# SR Brașov
Asociația Clubul Sportiv SR Municipal Brașov, cunoscut sub numele de SR Brașov sau pe scurt Brașov, este un club de fotbal profesionist din Brașov, România, care evoluează în prezent în Liga a III-a. Clubul a fost fondat în 2017, ca succesor al FC Brașov. Inițialele „SR” înseamnă atât Steagul Roșu, o veche denumire a lui FC Brașov, cât și Steagul Renaște - slogan adoptat de suporterii stegari imediat după falimentul originalului FC Brașov.

## Istoric

### Insolvența și falimentul lui FC Brașov
În primăvara anului 2015, FC Brașov a avut probleme financiare și a intrat în insolvență. În vara anului 2015, toți jucătorii echipei s-au schimbat, iar ținta era promovarea în Liga I. Dar, până la sfârșitul sezonului, se aflau pe locul 5, în afara locurilor de promovare. În vara anului 2016, echipa nu avea bugetul necesar pentru a participa la Liga a II-a, iar problemele financiare au continuat să se înmulțească. Situația a fost salvată cu câteva săptămâni înainte de începerea noului sezon când Alexandru Chipciu, fost jucător al echipei, a fost vândut de Steaua București către RSC Anderlecht și FC Brașov a primit o sumă din transfer. Cornel Țălnar a fost numit noul antrenor și obiectivul era tot promovarea, considerată singura soluție de recuperare financiară a clubului. Echipa a început bine, dar a terminat sezonul pe locul 7.
După finalul campionatului, FC Brașov a anunțat că echipa nu se va alătura noului sezon din Liga a II-a și a fost declarată în faliment.

### Înființarea lui SR Brașov
În vara anului 2017 The suporterii vechii echipe a anunțat înființarea AS SR (adică: Asociația Sportivă Steagul Roșu) Brașov, club înființat după modelul urmat de FC Vaslui, Petrolul Ploiești, Oțelul Galați sau Farul Constanța, cluburi mari din fotbalul românesc care au fost și ele dizolvate și readuse la viață de către susținătorii lor.
În vara anului 2021, Corona Brașov a fuzionat cu ACS Scotch Club (purtătorul mărcii FC Brașov) și a înființat FC Brașov Steagul Renaște. Suporterii au refuzat să susțină noul proiect.

## Stadion

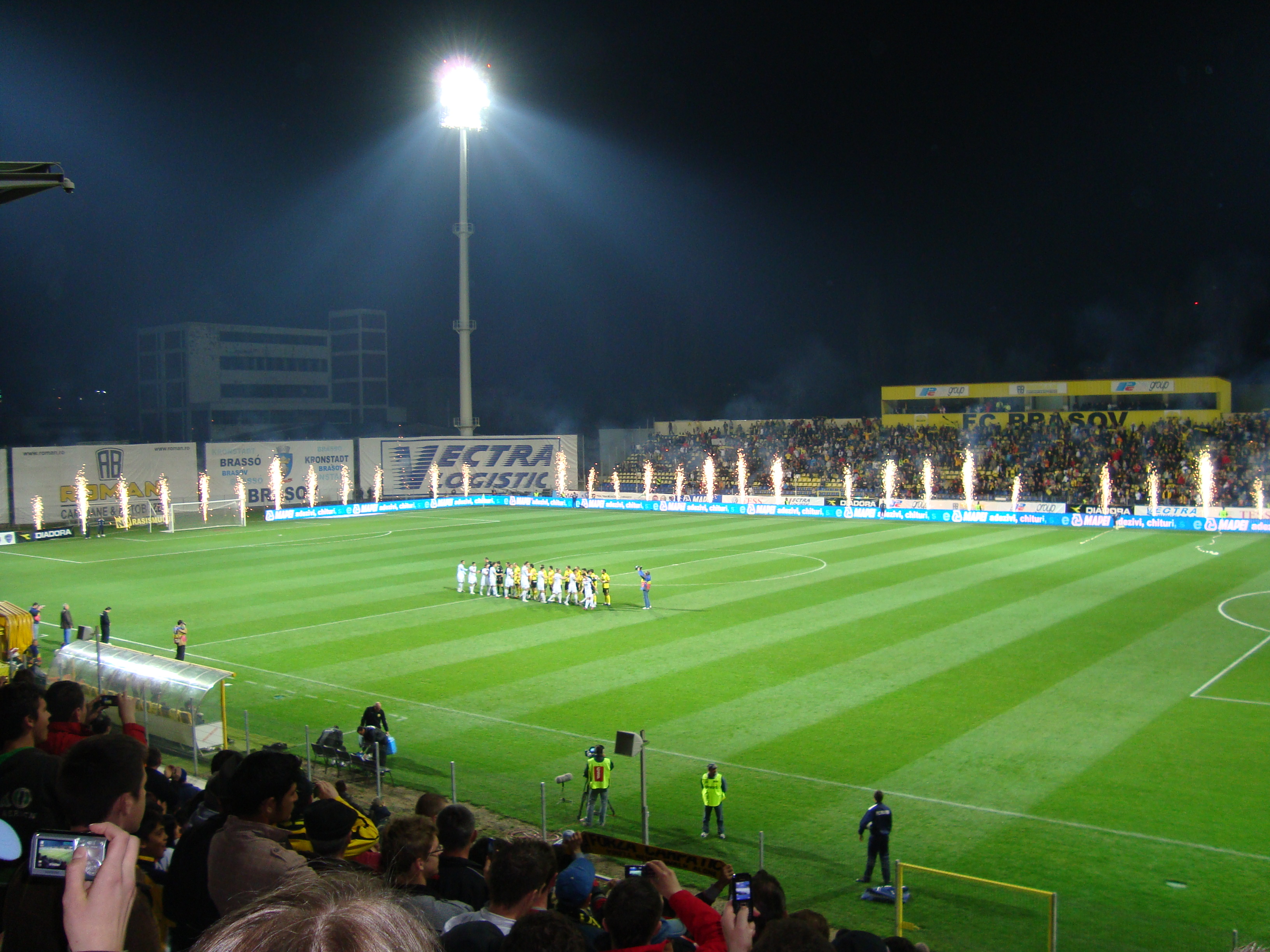
Stadionul Tineretului la inaugurarea nocturnei

Stadionul Tineretului este arena oficială a echipei. Aceasta a fost construită în 1936 și s-a numit Stadionul "Regele Carol al II-lea". Extinderea tribunelor și construirea peluzelor s-a produs la începutul anilor '70, în urma acestor modificări arena fiind desemnată să organizeze doar meciuri de fotbal, renunțându-se la pista de atletism.
În urma lucrărilor din 2008, stadionul are instalație de nocturnă, în plan fiind și reconstruirea peluzelor și acoperirea tuturor locurilor, însă renovarea s-a oprit. În anul 2009 a fost inaugurată instalația de nocturnă, într-un meci de campionat împotriva celor de la Gaz Metan Mediaș.
Pe locul actualului stadion Municipal se va construi un nou stadion, Brașov Arena de 23.000 de locuri. Stadionul ar urma să fie cel mai mare din Brașov. Acesta va avea 3 stele (standardele UEFA), toate locurile sale vor fi acoperite, și va fi deținut de către clubul FC Brașov și primăria orașului. Lucrările au început și s-au oprit la dărâmarea arenei vechi.

## Palmares
- Liga a III-a
  - Vicecampioni (1): 2020–21
  - Locul 3 (1): 2022-23

- Liga a IV-a – Județul Brașov
  - Campioni (1): 201-7–18

### Prima echipă
La 19 Iulie 2022.
| Nr. |         | Poziție | Jucător         |
| --- | ------- | ------- | --------------- |
| 1   | România | P       | Bogdan Căucă    |
| 2   | România | P       | Andrei Maxim    |
| 3   | România | M       | Ștefan Răchișan |
| 9   | România | A       | Carlo Danciu    |
| 11  | România | M       | Andrei Dedu     |
| 14  | România | F       | András Gödri    |
| 15  | România | F       | Eduard Rența    |
| 16  | România | P       | Andrei Nicoloiu |
| 17  | România | A       | Róbert Elek     |

| Nr. |         | Poziție | Jucător                   |
| --- | ------- | ------- | ------------------------- |
| 19  | Turcia  | A       | Cenk Firat (Vice-Căpitan) |
| 21  | România | M       | Dragoș Sandu              |
| 22  | România | F       | Raul Negotei              |
| 23  | România | M       | Vlad Olteanu (Captain)    |
| 24  | România | F       | Sebastian Iordache        |
| 28  | România | A       | Robert Vasiloi            |
| 30  | România | F       | Daniel Răducan            |
| 33  | România | P       | Sebastian Savu            |
|     | România | F       | George Bucșoiu            |
|     | România | F       | Răzvan Dragomir           |
|     | România | M       | Andrei Nicoloiu           |

### Plecați în împrumut
| Nr. |  | Poziție | Jucător |
| --- |  | ------- | ------- |

| Nr. |  | Poziție | Jucător |
| --- |  | ------- | ------- |